# Bauzy
Bauzy ist eine französische Gemeinde mit 271 Einwohnern (Stand: 1. Januar 2022) im Département Loir-et-Cher in der Region Centre-Val de Loire; sie gehört zum Arrondissement Blois und zum Kanton Chambord. Die Einwohner werden Bauziens genannt.

## Geographie
Die Gemeinde Bauzy liegt etwa 20 Kilometer ostsüdöstlich von Blois im Nordosten der seenreichen Landschaft Sologne. Im Nordosten der Gemeinde verläuft der Fluss Beuvron. Umgeben wird Bauzy von den Nachbargemeinden Neuvy im Norden, Dhuizon im Nordosten, Montrieux-en-Sologne im Nordosten und Osten, Vernou-en-Sologne im Osten und Südosten, Courmemin im Süden, Fontaines-en-Sologne im Südwesten und Westen sowie Tour-en-Sologne im Westen und Nordwesten.

## Bevölkerungsentwicklung
| Jahr                       | 1962 | 1968 | 1975 | 1982 | 1990 | 1999 | 2006 | 2013 | 2021 |
| Einwohner                  | 194  | 211  | 161  | 185  | 234  | 257  | 262  | 278  | 273  |
| Quellen: Cassini und INSEE |      |      |      |      |      |      |      |      |      |

## Sehenswürdigkeiten
- Kirche Saint-Baumer, Monument historique
- Schloss Veillenne von 1846
- Schloss La Lande

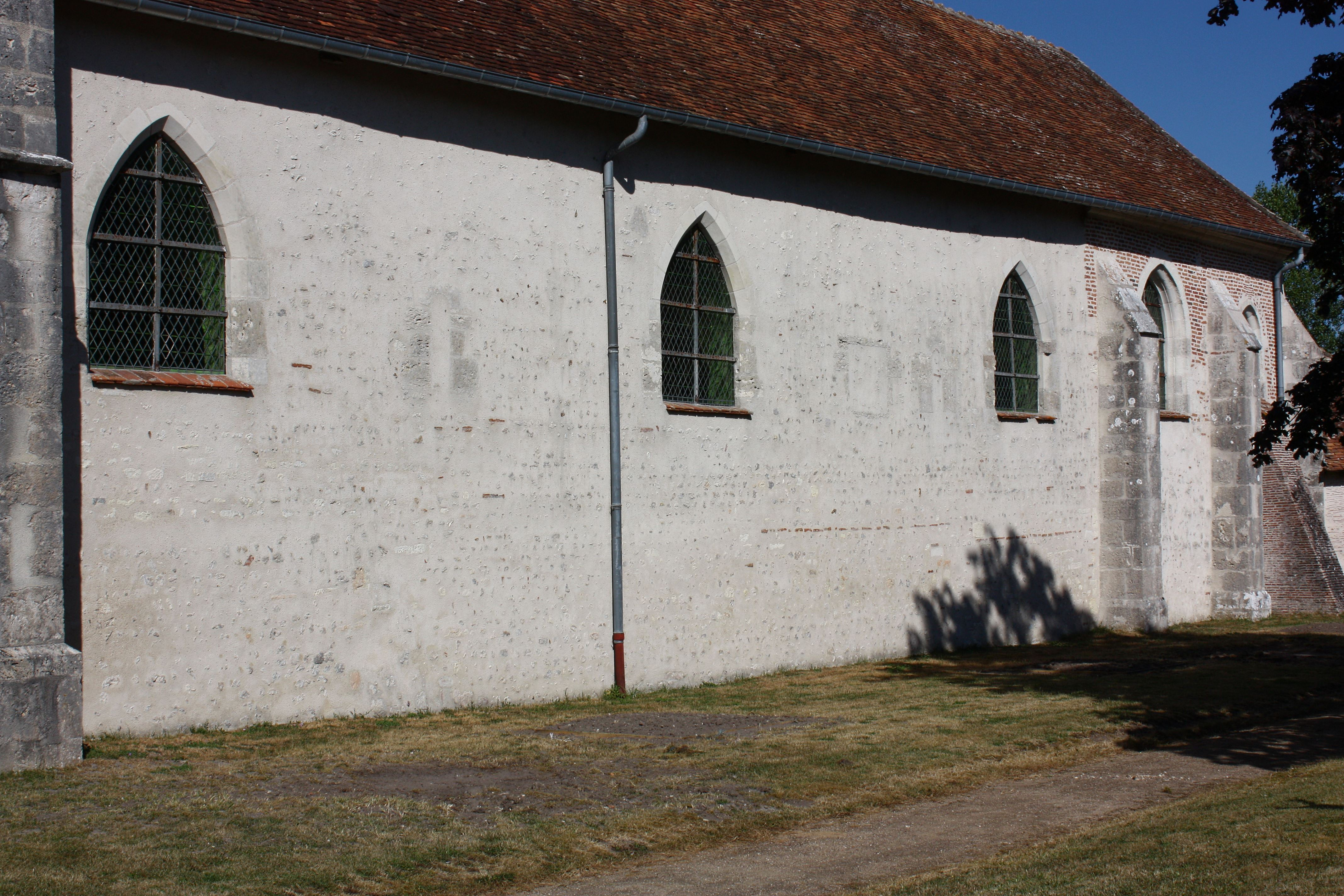
'Kirche Saint-Baumer